# Gastón Pisani
Gastón Miguel Pisani es un futbolista italiano nacido en Argentina. Nació el 6 de diciembre de 1983 en Ramos Mejía.
Actualmente es Director Técnico de Academia de Futbol 6-11, proyecto que fundó en 2022, para el acompañamiento y seguimiento de jugadores de futbol en edades infantiles y juveniles.
Ha jugado también en:
- Club Atlético Vélez Sársfield Vélez Sársfield (Argentina,1998-2003);
- Ituzaingó (Argentina, 2003-2004);
- Justo José de Urquiza (Argentina, 2004-2005);
- Acassuso (Argentina, 2005);
- Estacio de Sa Futebol (Brasil, 2006);
- Olaria (Brasil, 2006);
- Lagartense (Brasil, 2007)
- EC Angra do Reis Brasil (2007)
- FC Vihren Sandanski Bulgaria (2008/09)
- Club Gral. Lamadrid Argentina (2009/10)
- Nuovo Campobasso Calcio -Italia-(2010)
- San Nicola Sulmona calcio Italia (2010-2011)
- ASD Civitella Roveto calcio Italia (2011-2012)  Donde se retiró del Futbol Profesional.
- Director Técnico Civitella Roveto Scuola calcio (2012).
- Director Técnico divisiones inferiores Club Atlético Vélez Sarsfield-Argentina(2013)
- Director Técnico divisiones inferiores Club Banfield-Argentina(2014-2015)